# Allochroa tenuis
Allochroa tenuis is een slakkensoort uit de familie van de Ellobiidae. De wetenschappelijke naam van de soort is voor het eerst geldig gepubliceerd in 1995 door Martins.